# The Elusive Pimpernel (1950)
The Elusive Pimpernel is een Britse dramafilm uit 1950 onder regie van Michael Powell en Emeric Pressburger. Destijds werd de film in Nederland uitgebracht onder de titel De onvindbare pimpernel.

## Verhaal
De rode pimpernel is een geheimzinnige Engelsman, die edellieden redt tijdens de Franse Revolutie. Met gevaar voor eigen leven smokkelt hij hen naar Groot-Brittannië. Chauvelin tracht hij hem te ontmaskeren door zijn vrouw te chanteren.

## Rolverdeling
| Acteur            | Personage            |
| ----------------- | -------------------- |
| David Niven       | Percy Blakeney       |
| Margaret Leighton | Marguerite Blakeney  |
| Cyril Cusack      | Chauvelin            |
| Jack Hawkins      | Prins van Wales      |
| Arlette Marchal   | Gravin de Tournai    |
| Gérard Nery       | Philippe de Tournai  |
| Danielle Godet    | Suzanne de Tournai   |
| Edmond Audran     | Armand St. Juste     |
| Charles Victor    | Kolonel Winterbotham |
| Eugene Deckers    | Kapitein Merieres    |
| David Oxley       | Kapitein Duroc       |
| Raymond Rollett   | Bibot                |
| Philip Stainton   | Jellyband            |
| John Longden      | Abt                  |
| Robert Griffiths  | Trubshaw             |